# William Wing Loring
Pour les articles homonymes, voir Wing et Loring.
William Wing Loring (4 décembre 1818 - 30 décembre 1886) est un soldat de Caroline du Nord qui a servi dans les armées des États-Unis, des États confédérés et d'Égypte.

## Biographie

### Avant la guerre
William Wing Loring naît à Wilmington, Caroline du Nord, de Reuben et Hannah Loring. Il est le cinquième arrière petit-fils du pionnier de Nouvelle Angleterre Deacon Thomas Loring (en). Lorsqu'il a quatre ans, sa famille s'installe à Saint Augustine, Floride, où à l'âge de quatorze ans, il commence une carrière militaire qui durera cinquante ans. À quatorze ans, Loring rejoint la milice de Floride et a sa première expérience au combat en combattant les indiens séminoles lors d'escarmouches mineures qui culmineront lors des guerres séminoles. À dix-sept ans, il part combattre lors la guerre d'indépendance du Texas, mais est rapidement retrouvé par son père et ramené chez lui. Pendant les années suivantes, il combat lors de la seconde guerre séminole et finit par être promu second lieutenant. En 1837, Loring part pour l'Alexandria Boarding School à Alexandria, Virginie, terminant ses études secondaires. Il suit les cours à l'université de Georgetown de 1839 à 1840 et ensuite part étudier le droit, et est admis au barreau de Floride en 1842. En 1843, il est élu à la chambre des représentants de Floride où il sert de 1843 à 1845. En 1845, il est candidat malheureux au sénat de Floride.

### Guerre américano-mexicaine
En 1846, Loring rejoint le régiment nouvellement formé, le Regiment of Mounted Rifles, initialement créé pour protéger le territoire de l'Oregon. Il est promu commandant avant même que le régiment ne participe à un combat. Peu après, les Mounted Rifles sont envoyés au Mexique pour combattre lors de la guerre américano-mexicaine. Le régiment de Loring participent à la plupart des batailles de la guerre et il est blessé trois fois. Pendant qu'il mène une charge dans Mexico, le bras de Loring est brisé par une balle mexicaine, et il sera plus tard amputé. Il reçoit deux brevets pour bravoure, un de lieutenant colonel, et un autre de colonel.

### Entre deux-guerres
En 1849, pendant la ruée vers l'or en Californie, Loring prend le commandement du territoire de l'Oregon et mène un convoi de 660 mules sur 4 000 kilomètres (2 500 miles) entre le Missouri et l'Oregon. Il commande le territoire de l'Oregon pendant deux ans et est ensuite transféré pour être commandant des forts sur la frontière, tels que fort Ewell, fort McIntosh et fort Union. Pendant cinq ans, il participe à beaucoup d'escarmouches avec les indiens, dont les plus notables contre les comanches, les apaches et les kiowas. Loring est promu colonel à l'âge de 38 ans en décembre 1856, le plus jeune de l'armée.
Il quitte les États-Unis et voyage en Europe en mai 1859. Pendant son voyage, comme beaucoup d'autres camarades officiers américains, il étudie les tactiques militaires qui ont été mises au point lors de la guerre de Crimée. Avant de retourner chez lui, Loring aura visité la Grande-Bretagne, la France, la Suède, la Prusse, la Suisse, l'Autriche-Hongrie, l'Italie, la Russie, la Turquie et l'Égypte

### Guerre de Sécession
Quand la guerre de Sécession éclate, Loring, alors commandant du département du Nouveau-Mexique, se range du côté du Sud, qu'il mène au combat durant la bataille de Charleston. Lors d'une conférence au Nouveau-Mexique, juste avant qu'il ne démissionne pour défendre sa terre natale, Loring dit à ses officiers : 

« le Sud est ma maison, et je vais démissionner et tenter du rejoindre l'armée du Sud, et chacun d'entre vous peut faire ce qu'il pense être le mieux. »

 Il démissionne de l'armée des États-Unis le 13 mai 1861. Alors qu'il offre ses services à la Confédération, Loring est rapidement nommé brigadier général et reçoit le commandement de l'armée du Nord-Ouest. Sa première tâche est de défendre la Virginie-Occidentale contre le major général George B. McClellan, qui l'envahit à partir de l'Ohio. Il acquiert rapidement le surnom de « Old Blizzards » en raison de ses invectives lors des combats : 

« Mettez-les dans le blizzard, les gars ! Mettez-les dans le blizzard ! »

Loring est connu pour se prendre de bec avec ses officiers supérieurs. Il vient devant le général Jackson pour demander que son commandement soit retiré de Romney (maintenant en Virginie-Occidentale) pendant l'hiver 1861-1862, poussant Jackson à le menacer de renvoi. Il y a aussi d'autres incidents avec le général Pemberton pendant la campagne de Vicksburg.
Pendant la campagne de Vicksburg, il est isolé du reste de l'armée lors de la bataille de Champion Hill. Il se met en marche pour se joindre aux forces du général Joseph E. Johnson et est sous les ordres respectivement de Johnston et du lieutenant général Leonidas Polk. Loring prend temporairement le commandement du corps de Polk quand celui-ci est tué à Pine Mountain (en) le 14 juin 1864, et est remplacé le 7 juillet 1864 par le lieutenant général Alexander P. Stewart. Après avoir été blessé à Ezra Church le 28 juillet 1864, Loring est hors d'action jusqu'à la chute d'Atlanta. Après être revenu, il combat à Franklin le 30 novembre 1864, à Nashville à la mi-décembre et dans les Carolines en mars 1865.

### Égypte

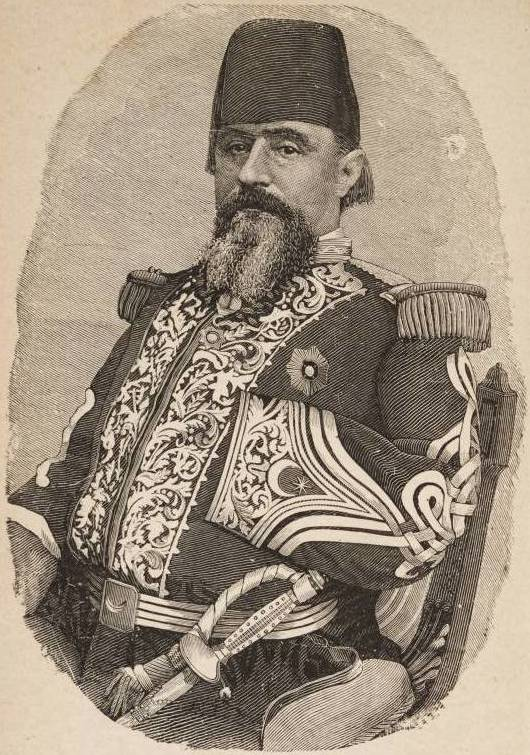
Loring en pasha pendant son service en Égypte.

Après la défaite confédérée lors de la guerre de Sécession, Loring sert pendant neuf ans dans l'armée d'Ismaïl Pacha, le khédive d'Égypte. Il rejoint environ cinquante vétérans de l'Union et de la Confédération qui sont recommandés au khédive par William Tecumseh Sherman. Loring commence comme inspecteur général de l'armée, un poste où il suggère plusieurs moyens de moderniser l'armée. Il est ensuite placé à la charge des défenses côtières du pays, où il supervise la construction de nombreuses fortifications. En 1875, on lui promet le commandement de l'invasion égyptienne de l'Abyssinie, néanmoins c'est Ratib Pasha qui reçoit ce commandement à sa place, et Loring est nommé chef d'état-major. Ratib Pasha est un ancien-esclave de défunt Said Pawshar, le vice-roi d'Égypte, avec des compétences militaires négligeables ; selon l'un des compatriotes américains de Loring, l'affranchi « se vautre dans l'oisiveté comme une momie avec l'âge ». La campagne contre l'Abyssinie se termine par un désastre à la bataille de Gura, et les égyptiens blâment les américains pour le désastre. Lorsque Ratib Pasha pousse à rester dans la forteresse de Gura (en), Loring lui reproche d'être un lâche jusqu'à ce qu'il consente à combattre l'armée éthiopienne dans la vallée à découvert. Pendant que le reste de l'armée égyptienne retourne chez elle, ils reçoivent l'ordre de rester à Massawa jusqu'à plus amples informations, où ils endurent les mois d'été, et puis passent les deux années suivantes à endurer des frustrations et des humiliations sans fin au Caire. En 1878, en partie en raison des finances, les officiers américains sont renvoyés. Pendant son service en Égypte, Loring atteint le grade de Fereek Pasha (major général). Après son retour aux États-Unis, il écrit un livre sur ses expériences égyptiennes, intitulé « A Confederate Soldier in Egypt (1884) ». Loring est aussi le co-auteur posthume de The March of the Mounted Riflemen (1940).

### Retour aux États-Unis
Loring retourne en Floride où il est candidat malheureux à l'élection pour le Sénat des États-Unis contre Charles W. Jones (en). Il s'installe ensuite pour New York, où il meurt. Il est enterré dans le Loring Park, cimetière de Woodlawn, Saint Augustine, en Floride.